# Eric Vila
Eric Vila Martínez (Gerona, 15 maggio 1998) è un cestista spagnolo.